# 波多江健郎
波多江 健郎（はたえ たけお 大正11年(1922年)1月11日-平成27年(2015年)10月25日 ）は、日本の建築家。都市計画家。都市研究者。波多江健郎建築研究所を主宰。工学院大学名誉教授。社団法人大都市圏研究開発協会「リバーブル21東京」研究委員会委員長。
東京生まれ。1948年、早稲田大学理工学部建築学科卒業。日本放送協会NHK建築部勤務を経て1952年渡米し米国ワシントン州立大学建築学部を卒業し米国建築学士修得。その後ハーバード大学デザイン大学院にて修士課程を修了し米国建築修士修得。大学院在学中にボストンやニューヨーク・タイムズスクエアエリア、スプリングフィールドなどの中心市街地の都市再開発に携わる。
帰国後に工学院大学勤務。1966年に教授就任。その後テキサス州立大学フルブライト交換教授を歴任する。
代表作品に、工学院大学富士吉田セミナー校舎は第二回ビエンナーレ国際建築コンクール特別賞受賞。1967年に竣工した矢吹町矢吹統合中学校は日本建築家協会JIA再生部会の未来に残したい20世紀の建築リストに掲載されていたが、隣接地に新校舎が建てられ、旧校舎は解体。この他、とどろきの家（東京都世田谷区等々力、1978年）、富士サンロククリニック、富士桜高原の家（1981年）、東林間の家（1981年）
などがある。
アーバンデザイン・都市関係では兵庫県姫路市や東京都三鷹市などの再開発計画がある。研究としては岩手県の村落・居住地の構成に関する研究や都市周辺に於ける住宅都市の研究など。長野県信濃町では観光診断調査及び計画報告を1978年に環境デザインフォーラムとして代表委員の吉阪隆正や池原義郎、宮本忠長らとともに参画。ほか広域観光計画では他にモロッコ・タンジィール中心施設計画を通してのレクリェーション計画、ラング・ドック・ルシオン沿岸総合計画、四国地域観光開発の基本構想計画などがある。

## 著書
- アーバンデザイン : 町と都市の構成	ポール・D.スプライレゲン 著 ; 波多江健郎 訳	日本サムシング　1975年
- タピオラ田園都市 : フィンランドのニュータウン建設	ヘィッキ・フォン・ヘルツェン, ポール・D.スプライレゲン 共著 ; 波多江健郎, 武藤章 共訳	鹿島研究所出版会 1973年
- ジオテクニクス : 地域計画の哲学	ベントン・マッケイ 著 ; 波多江健郎 訳	彰国社 1971年
- アーバンデザイン : 町と都市の構成	ポール・D.スプライレゲン 著 ; 波多江健郎 訳	青銅社
- 東京の川の手の未来を語る 1989年
- 「河川空間を利用した街づくりのための調査研究」報告書　1994年度　日本財団助成事業
- 世界の建築ガイドマップ1 : INAX出版 1987年
- 世界の建築ガイドマップ2 : INAX出版 1989年
- 世界の建築ガイドマップ3 : INAX出版 1990年
- 21世紀の環境創造を考える : ベントン・マッカイの地域思想 : 自然保全と共生する都市を目指して	奥田孝次 著 ; 波多江健郎 監修	鹿島出版会 2004年